# Oscar-díj a legjobb animációs filmnek
A legjobb animációs filmnek járó Oscar-díjat a Kalifornia állambeli, Los Angeles-i székhelyű szakmabeli szervezet, a Filmművészeti és Filmtudományi Akadémia adja át minden évben.
Az Oscar-díj a legrégebbi, a filmművészetben végzett munkát elismerő díjak közül, avagy ahogy angolul hivatalosan nevezik, az Akadémiai Díj, melynek legújabb, elsőként 2001-ben szerepeltetett kategóriája az egész estés animációs filmnek járó. A Szépség és a szörnyeteg (1991), Fel és a Toy Story 3. animációs filmek azok, amelyek a legjobb film kategóriában is versenghettek.
A kategóriát csak akkor veszik számításba, ha legalább nyolc animációs film kerül a mozikba Los Angelesben az adott év folyamán. Hogy a kategória megőrizze hitelességét, csak a 40 percnél hosszabb alkotásokat veszik számításba. Ha 16 vagy annál több filmet neveznek a kategóriába, a győztest öt jelölt közül hirdetik ki, máskülönben három jelöltet tesznek közzé.
Az animációs iparban dolgozók és a műfaj rajongói reményüket fejezték ki afelől, hogy ezen díj presztízse bátorítja a stúdiókat, hogy több animációs filmet készítsenek. Egyes vélekedések szerint azonban a kategória létrejöttének célja csupán az, hogy elejét vegyék az animációs filmek a legjobb film kategóriában való győzedelmeskedésének. Az ilyen kritikáknak hangot adók gyakran mutatnak rá, hogy a kategóriát abban az évben vezették be, mikor a Shrek mozikba került, amiből arra lehet következtetni, a filmnek jó esélye lett volna a legjobb film kategóriában is. Az Oscar-díj hivatalos szabályzata szerint ugyanakkor bármely, az animációs film kategóriában jelölt produkció ettől függetlenül a legjobb filmek között is jelölhető.

## Nyertesek és jelöltek
A nyertesek félkövérrel jelölve.

### 2000-es évek
- 2002 – Shrek – Aron Warner – (DreamWorks/Pacific Data Images)
  - Jimmy Neutron, a csodagyerek – John A. Davis, Steve Oedekerk – (Paramount/Nickelodeon)
  - Szörny Rt. – Pete Docter, John Lasseter – (Disney/Pixar)

- 2003 – Chihiro Szellemországban – Mijazaki Hajao – (Studio Ghibli)
  - Jégkorszak – Chris Wedge – (20th Century Fox/Blue Sky)
  - A kincses bolygó – Ron Clements – (Disney)
  - Lilo és Stitch – A csillagkutya – Chris Sanders – (Disney)
  - Szilaj, a vad völgy paripája – Jeffrey Katzenberg – (DreamWorks)

- 2004 – Némó nyomában – Andrew Stanton – (Disney/Pixar)
  - Belleville randevú – Francia rémes – Sylvain Chomet – (Diaphana Films)
  - Mackótestvér – Aaron Blaise, Robert Walker – (Disney)

- 2005 – A Hihetetlen család – Brad Bird – (Disney/Pixar)
  - Cápamese – Bill Damaschke – (DreamWorks/Pacific Data Images)
  - Shrek 2. – Andrew Adamson – (DreamWorks/Pacific Data Images)

- 2006 – Wallace és Gromit és az elvetemült veteménylény – Steve Box, Nick Park – (DreamWorks/Aardman)
  - A halott menyasszony – Tim Burton, Mike Johnson – (Warner Bros.)*
  - A vándorló palota –  Mijazaki Hajao – (Disney/Studio Ghibli)

- 2007 – Táncoló talpak – George Miller – (Warner Bros./Village Roadshow/Animal Logic)
  - Rém rom – Gil Kenan – (Columbia/Amblin/ImageMovers Digital)
  - Verdák – John Lasseter – (Disney/Pixar)

- 2008 – L’ecsó – Brad Bird – (Disney/Pixar)
  - Persepolis – Marjane Satrapi, Vincent Paronnaud – (Sony Pictures Classics)
  - Vigyázz, kész, szörf! – Ash Brannon, Chris Buck – (Columbia/Sony Pictures Animation)

- 2009 – WALL·E – Andrew Stanton – (Disney/Pixar)
  - Kung Fu Panda – John Wayne Stevenson, Mark Osborne – (DreamWorks/Pacific Data Images)
  - Volt – Chris Williams, Byron Howard – (Disney)

### 2010-es évek
- 2010 – Fel – Pete Docter – (Disney/Pixar)
  - Coraline és a titkos ajtó – Henry Selick – (Focus Features/LAIKA)
  - A fantasztikus Róka úr – Wes Anderson – (20th Century Fox/Regency)
  - A hercegnő és a béka – John Musker, Ron Clements – (Disney)
  - Kells titka – Tomm Moore – (Cartoon Saloon)

- 2011 – Toy Story 3. – Lee Unkrich – (Disney/Pixar)
  - Így neveld a sárkányodat – Chris Sanders, Dean DeBlois – (DreamWorks/Pacific Data Images)
  - Az illuzionista – Sylvain Chomet – (Pathé Pictures/Sony Pictures Classics)

- 2012 – Rango – Gore Verbinski – (Blind Wink Productions, GK Films, Nickelodeon Movies)
  - Chico & Rita – Fernando Trueba és Javier Mariscal – (Isle of Man Film/Luma Films)
  - Csizmás, a kandúr – Chris Miller – (DreamWorks)
  - Egy macska kettős élete – Alain Gagnol és Jean-Loup Felicioli – (Folimage)
  - Kung Fu Panda 2. – Jennifer Yuh – (DreamWorks)

- 2013 – Merida, a bátor – Mark Andrews és Brenda Chapman 
  - Frankenweenie – Ebcsont beforr – Tim Burton
  - ParaNorman – Sam Fell és Chris Butler
  - Kalózok! – A kétballábas banda – Peter Lord
  - Rontó Ralph – Rich Moore

- 2014 – Jégvarázs – Chris Buck, Jennifer Lee és Peter Del Vecho 
  - Croodék – Kirk DeMicco, Chris Sanders és Kristine Belson
  - Gru 2. – Pierre Coffin, Chris Renaud és Chris Meledandri
  - Ernest & Celestine – Benjamin Renner és Didier Brunner
  - Szél támad – Mijazaki Hajao és Szuzuki Tosio

- 2015 – Hős6os – Don Hall, Chris Williams és Roy Conli
  - Doboztrollok – Anthony Stacchi, Graham Annable és Travis Knight
  - Így neveld a sárkányodat 2. – Dean DeBlois és Bonnie Arnold
  - A tenger dala – Tomm Moore és Paul Young
  - Kaguya hercegnő története – Takahata Iszao és Nisimura Josiaki

- 2016 – Agymanók – Pete Docter és Jonas Rivera
  - Anomalisa – Charlie Kaufman, Duke Johnson és Rosa Tran
  - A fiú és a világ – Alê Abreu
  - Shaun, a bárány – Mark Burton és Richard Starzak
  - Amikor Marnie ott volt – Jonebajasi Hiromasza és Nisimura Josiaki

- 2017 – Zootropolis – Állati nagy balhé – Byron Howard, Rich Moore és Clark Spencer
  - A vörös teknős – Michael Dudok de Wit és Szuzuki Tosio
  - Életem Cukkiniként – Claude Barras és Max Karli
  - Kubo és a varázshúrok – Travis Knight és Arianne Sutner
  - Vaiana – John Musker, Ron Clements és Osnat Shurer

- 2018 – Coco – Lee Unkrich, Darla K. Anderson
  - Ferdinánd – Carlos Saldanha
  - Loving Vincent – Dorota Kobiela, Hugh Welchman, Ivan Mctaggart
  - Bébi úr – Tom McGrath, Ramsey Ann Naito
  - A kenyérkereső – Nora Twomey, Anthony Leo

- 2019 – Pókember: Irány a Pókverzum! – Bob Persichetti, Peter Ramsey, Rodney Rothman, Phil Lord és Christopher Miller
  - A Hihetetlen család 2. – Brad Bird, John Walker, és Nicole Paradis Grindle
  - Kutyák szigete – Wes Anderson, Scott Rudin, Steven Rales, és Jeremy Dawson
  - Mirai – Lány a jövőből – Hoszoda Mamoru és Szaitó Júicsiró
  - Ralph lezúzza a netet – Rich Moore, Phil Johnston, és Clark Spencer

### 2020-as évek
- 2020 Toy Story 4 – Josh Cooley, Mark Nielsen & Jonas Rivera
  - Így neveld a sárkányodat 3. – Dean DeBlois, Bradford Lewis & Bonnie Arnold
  - Keresem a testem – Jérémy Clapin & Marc Du Pontavice
  - Klaus – Sergio Pablos, Jinko Gotoh & Marisa Román
  - A hiányzó láncszem – Chris Butler, Arianne Sutner & Travis Knight

- 2021 – Lelki ismeretek –  Pete Docter és Dana Murray
  - Előre – Dan Scanlon és Kori Rae
  - Lunaria – Kaland a Holdon – Glen Keane, Gennie Rin és Peilin Chou
  - Shaun, a bárány és a farmonkívüli – Richard Phelan, Will Becher és Paul Kewley
  - Farkasok népe – Tomm Moore, Ross Stewart, Paul Young és Stéphan Roelants

- 2022 – Encanto – Jared Bush, Byron Howard, Yvett Merino és Clark Spencer
  - A Mitchellék a gépek ellen – Mike Rianda, Phil Lord, Christopher Miller és Kurt Albrecht
  - Luca – Enrico Casarosa és Andrea Warren
  - Menekülés – Jonas Poher Rasmussen, Monica Hellström, Signe Byrge Sørensen és Charlotte De La Gournerie
  - Raya és az utolsó sárkány – Don Hall, Carlos López Estrada, Osnat Shurer és Peter Del Vecho

- 2023 – Pinokkió – Guillermo del Toro, Mark Gustafson, Gary Ungar, Alex Bulkley
  - Marcel, a lábbelis csiga – Dean Fleischer Camp, Elisabeth Holm, Andrew Goldman, Caroline Kaplan, Paul Mezey
  - Csizmás, a kandúr: Az utolsó kívánság – Joel Crawford, Mark Swift
  - A tengeri fenevad – Chris Williams, Jed Schlanger
  - Pirula Panda – Domee Shi, Lindsey Collins

- 2024 – A fiú és a szürke gém – Mijazaki Hajao, Szuzuki Tosio
  - Elemi – Peter Sohn, Denise Ream
  - Nimona – Nick Bruno, Troy Quane, Karen Ryan, Julie Zackary
  - Robotálmok – Pablo Perger, Ibon Cormenzana, Ignasi Estapé, Sandra Tapia Diaz
  - Pókember: A pókverzumon át – Kemp Powers, Justin K. Thompson, Phil Lord, Christopher Miller & Amy Pascal

- 2025 – Áradás (Flow) – Gints Zilbalodis, Matīss Kaža, Ron Dyens és Gregory Zalcman
  - Agymanók 2. (Inside Out 2) – Kelsey Mann és Mark Nielsen
  - A vad robot (The Wild Robot) – Chris Sanders és Jeff Hermann
  - Egy csiga emlékiratai (Memoir of a Snail) – Adam Elliot és Liz Kearney
  - Wallace és Gromit: A szárnyas bosszúja (Wallace & Gromit: Vengeance Most Fowl) – Nick Park, Merlin Crossingham és Richard Beek